# Philharmonieorchester Tokio

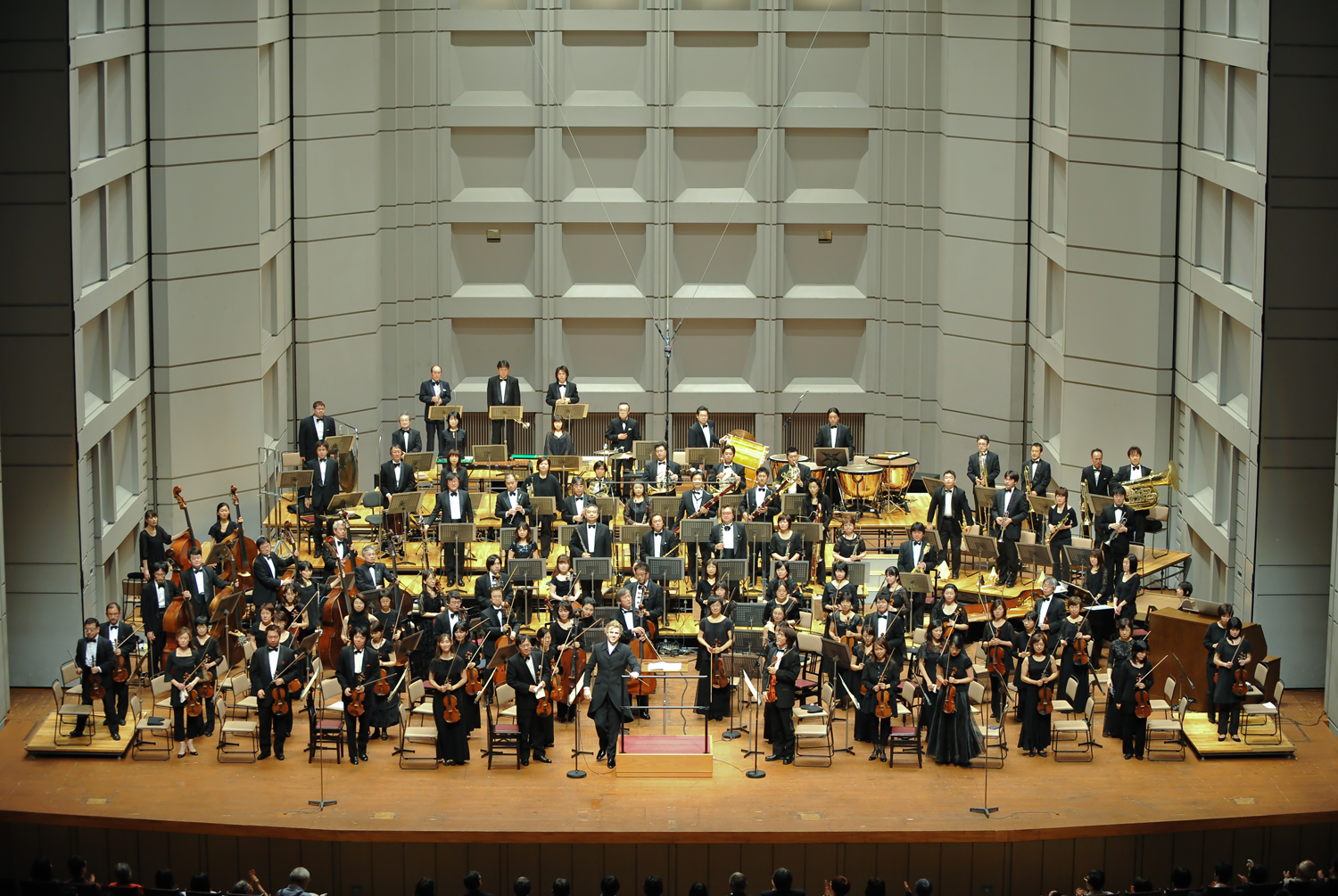
Das Philharmonieorchester Tokio

Das Philharmonieorchester Tokio (jap. 公益財団法人 東京フィルハーモニー交響楽団, Kōeki Zaidan Hōjin Tōkyō Firuhāmonī Kōkyō Gakudan, kurz: 東京フィル, Tōkyō-Phil) ist ein professionelles Sinfonieorchester. Es ist auch das älteste japanische Sinfonieorchester. Es wurde 1911 gegründet und hat seinen Hauptsitz im Tōkyō Opera City Tower in Nishi-Shinjuku, im Stadtbezirk Shinjuku, Tokio.
Das Orchester ist reguläres Mitglied der japanischen Orchester-Vereinigung. Sein Hauptspielort ist die Orchard Hall in der Kultureinrichtung Bunkamura. Außerdem begleitet das Orchester in der Regel Opern- und Musikaufführungen im Neuen Nationaltheater Tokio und in der Suntory Hall.
Das Orchester wurde 1911 von einem in Nagoya gegründeten Bekleidungsgeschäft, das später zur Kaufhauskette Matsuzakaya fusionierte, als „Jugendkapelle des Ito Bekleidungsgeschäfts“ (いとう呉服店少年音楽隊, Itō Gofukuten Shōnen Ongakutai) begründet. 1938 verlegte das Orchester seinen Sitz nach Tokio und wurde zunächst in „Sinfonieorchester Chūō“ (中央交響楽団, Chūō Kōkyō Gakudan) und drei Jahre später, in der Herbstsaison 1941, in „Sinfonieorchester Tokio“ (東京交響楽団, Tōkyō Kōkyō Gakudan) umbenannt. Nachdem im Verlauf der Luftangriffe auf Tokio auch die Übungsräume abbrannten, nahm das Orchester erst nach Kriegsende seinen Betrieb unter dem heutigen Namen wieder auf und gab 1948 sein erstes Konzert. 1973 spielte es erstmals im Ausland, an verschiedenen Orten in Südostasien (Manila, Taiwan u. a.). 1984 dann führte eine Konzert-Tournee das Orchester erstmals mit 28 Aufführungen in sieben Ländern durch Europa. 
2001 fusionierte das Orchester mit dem „Japan Shinsei Sinfonieorchester“ (新星日本交響楽団, Shinsei Nihon Kōkyō Gakudan) und der koreanische Dirigent Chung Myung-whun wurde musikalischer Berater des Orchesters. Von 2010 bis 2015 war Dan Ettinger Chefdirigent des Philharmonieorchesters Tokio. 2011 feierte das Orchester 100. Geburtstag und unternahm 2014 unter dem Motto „Centennial“ eine Welttournee mit Gastkonzerten in den Städten New York, Madrid, Paris, London, Singapur und Bangkok. 2016 wurde der Italiener Andrea Battistoni Chefdirigent des Orchesters.

## Dirigenten (Auswahl)
- 1940–1944 Manfred Gurlitt, der über Wien und Berlin 1939 nach Japan kam. Er brachte mit dem Orchester, noch unter den Namen „Sinfonieorchester Chūō“ und „Sinfonieorchester Tokio“, u. a. Opern wie Aida (1941) und Lohengrin (1942) in Japan zur Erstaufführung, nach dem Krieg folgte mit dem „Toho Symphony Orchestra“, dem späteren Tokyo Symphony Orchestra, auch Tannhäuser (1947).[4]
- 1961–1963 Ōmachi Yōichirō
- 1974–1991 Otaka Tadaaki
- 1992–2000 Ōno Kazushi

Japan-Shinsei-Sinfonieorchester:
- 1977–1991 Yamada Kazuo
- 1993–1999 Ondrej Lenárd
- 1999–2001 Pascal Verro[5]

Philharmonieorchester Tokio nach der Fusion 2001:
- 2000–2010 Myung-Whun Chung (Künstlerischer Berater)
- 2010–2015 Dan Ettinger (Chefdirigent)
- Seit 2016 Andrea Battistoni (Chefdirigent)